# Drakengard (serie)
Drakengard, conosciuta in Giappone come Drag-On Dragoon (ドラッグオンドラグーン?, Doraggu-On Doragūn) è una serie di videogiochi di ruolo d'azione giapponese.
 Il primo gioco della serie, Drakengard, è stato pubblicato nel 2003 per PlayStation 2 ed è stato seguito da un sequel (Drakengard 2), un prequel (Drakengard 3) e tre spin-off: Nier, Nier: Automata e Nier Reincarnation. L'idea originale del gioco è stata descritta da Takamasa Shiba e Takuya Iwasaki (i creatori) come un ibrido tra il gameplay di Ace Combat e quello di Dynasty Warriors 2. La storia dei giochi è stata scritta da Shiba e Iwasaki insieme a Yoko Taro e Sawako Natori, basandosi sul folclore europeo e sui film, serie tv e anime di quel periodo.
Il mondo di gioco della serie principale è ispirato all'Europa settentrionale in stile dark fantasy, dove umani e creature fantastiche di miti e leggende vivono insieme. Gli spin-off invece sono ambientati in una realtà alternativa post-apocalittica causata da un finale del primo gioco della serie principale. La storia dei giochi è basata spesso sulle avventure di un gruppo ristretto di personaggi, direttamente o indirettamente collegati agli avvenimenti della trama. Temi maturi e oscuri e finali multipli sono diventati punti fondamentali e caratteristici dei giochi della serie.
La serie è stata sin da subito popolare in Giappone, mentre nel resto del mondo ha dovuto aspettare fino a Nier: Automata per ottenere un discreto successo. La serie ha inizialmente ricevuto opinioni miste dalla critica, che ne ha apprezzato la narrativa, i personaggi e la colonna sonora ma non ha invece apprezzato il gameplay, giudicato ripetitivo e mal progettato. Le critiche negative al gameplay sono state indirizzate soprattutto nei confronti dei primi giochi nella serie, mentre da Nier: Automata sono diminuite notevolmente.

## Giochi della serie

### Drakengard
- Drakengard, il primo gioco del franchise. È stato pubblicato per PlayStation 2 nel settembre 2003 in Giappone da Square Enix, mentre è stato pubblicato a marzo in Nord America e a maggio in Europa da Take Two Interactive.[9] Nell'agosto 2004 è stata pubblicata una versione esclusiva europea per dispositivi mobile.[10]
- Drakengard 2, secondo gioco della serie e sequel diretto del primo. È stato pubblicato per la PlayStation 2 nel giugno 2005 in Giappone, mentre è stato pubblicato nel febbraio 2006 in Nord America e a marzo dello stesso anno anche in Europa e in Australia, localizzato da Ubisoft.[11]
- Drakengard 3, terzo e ultimo gioco della serie principale e prequel del primo. È stato pubblicato a dicembre del 2013 per PlayStation 3 in Giappone mentre a maggio 2014 nel resto del mondo. Tutte le versioni sono state pubblicate da Square Enix.[12]

### Nier
- Nier, è primo spin off della serie, pubblicato prima di Drakengard 3. È ambientato in una realtà alternativa causata da uno dei finali del primo Drakengard. In Giappone, il gioco è stato distribuito in due versioni, intitolate NieR: Gestalt e NieR: Replicant, a differenza del resto del mondo in cui è stata localizzata e distribuita solo la prima delle due e privata del sottotitolo. La differenza principale sta nel protagonista; nel primo il protagonista sarà un uomo di mezz'età mentre nel secondo un giovane adolescente. Nonostante ciò le due versioni sono quasi uguali, tranne per alcuni dialoghi che sono diversi in base alla versione.[13] È stato pubblicato nell'aprile del 2010 per PS3 e XBOX 360 da Square Enix.[14]
- Nier: Automata, sequel di Nier, ambientato migliaia di anni dopo. È stato pubblicato per PlayStation 4 nel febbraio del 2017[15], a marzo dello stesso anno per Microsoft Windows[16] mentre per Xbox One a giugno del 2018.[17]
Nier: Automata The End of Yorha Edition è la versione per Nintendo Switch, disponibile dal 6 ottobre 2022.[18]
- Nier Reincarnation, spin-off per dispositivi mobile, ambientato nell'universo narrativo dei Nier, ma disconnesso dagli altri titoli. È stato pubblicato per Android e iOS a febbraio del 2021 in Giappone mentre a luglio dello stesso anno nel resto del mondo.[19][20]
- Nier Replicant ver.1.22474487139..., remake di Nier Replicant. Pubblicato per PlayStation 4, Xbox One e Microsoft Windows nell'aprile del 2021.[21]

### Crossover
Seguono le avventure crossover di YoRHa No.2 Type B:
- Soulcalibur VI (2018)
- Granblue Fantasy Versus: Rising (2024)[22]